# Солом'яні пси (фільм, 1971)
«Солом'яні пси» (англ. Straw Dogs) — художній фільм Сема Пекінпи за романом Гордона М. Вільямса «Облога ферми Тренчера» (англ. The Siege of Trencher’s Farm).

## Сюжет
Девід Самнер — молодий американський математик, який втомився від хаосу, що відбувається в коледжі, де він викладав. Девід хоче усамітнитися: разом із дружиною Емі він переселяється в новий будинок на узбережжі маленького містечка в Англії, де народилася та виросла Емі. Але життя на новому місці не склалося. Девід зайнятий своїми дослідженнями, Емі нудьгує та починає фліртувати з місцевими чоловіками. Крім того, з'являється напруга у взаєминах із сусідами, яким новенькі не дуже подобаються. З боку місцевих хуліганів відбуваються декілька підлостей, наприклад, вбивство улюбленої кішки Емі.
Емі вимагає від Девіда рішучих дій щодо хуліганів, чоловік сподівається подружитися з ними. Він вирушає з ними полювання, але його кидають на болоті. Поки Девід вибирається з болота, зловмисники їдуть до нього додому та ґвалтують Емі. Коли Девід повертається, він бачить Емі розпатланою, вона каже, що щось трапилося, але він не надає цьому значення.
Вихідного дня Девід і Емі вирушають до церкви. Там Емі бачить тих, хто зґвалтував її, і жінці стає недобре. Девід вирішує разом із дружиною повернутися додому. На під'їзді до будинку вони збивають місцевого божевільного — Генрі Найлса. Девід забирає його з собою, щоб надати йому допомогу. Однак через деякий час до будинку Девіда приходять місцеві жителі та вимагають віддати їм божевільного, якого того вечора бачили зі зниклою дівчиною. Девід відмовляється видати Генрі, вирішивши сховатися в будинку. Переслідувачі Генрі, не заспокоївшись, намагаються увірватися в будинок силою, і Девіду доводиться чинити опір, який переходить у війну на виживання.

## У ролях
- Дастін Хоффман — Девід Самнер
- Сьюзан Джордж — Емі Самнер
- Пітер Вон — Том Хедден
- Дел Хенні — Чарлі Веннер
- Кен Хатчісон — Норман Скатт
- Джім Нортон — Кріс Коузі.
- Т. П. МакКенна — суддя Том Скотт
- Пітер Арн — Джон Найлз
- Селлі Томсетт — Дженіс Хедден
- Девід Уорнер — Генрі Найлз
- Лен Джонс — Боббі Хедден

## Назва
Назву взято з відомого вислову давньокитайського філософа Лао Цзи : «Небо і Земля милосердні, люди їм — лише солом'яні пси». Вислів сягає давньої китайської традиції прикрашати релігійні свята зображеннями собак, виконаними із соломи, які після закінчення церемонії викидалися чи спалювалися. Нині, зокрема в англійській мові, термін «солом'яні пси» є евфемізмом для чогось непотрібного або створеного з єдиною метою бути знищеним.

## Історія створення
Після важких знімань  «Балади про Кейбле Хога » та розриву з компанією Warner Bros., Пекінпа був вимушений працювати над «Солом'яними псами» в Англії. Під час роботи над сценарієм Пекінпа надихався книгами Роберта Ардрі «Африканський генезис» і «Територіальний імператив», які стверджують, що людина за своєю суттю — м'ясоїдна істота, яка інстинктивно бореться за контроль над територією. На відміну від фільму, у романі у Самнерів є дочка, яка також опиняється в облозі. Пекінпа виключив цього персонажа зі сценарію та зробив Емі молодшою та розкутішою.
Зйомки пройшли у селі Ламорна.

## Номінації
- 1972 — Премія «Оскар»
  - Найкраща музика — Джері Філдінг

## Цікаві факти
- У цьому фільмі дебютував Кен Хатчісон.
- Слоган: «The knock at the door meant the birth of one man and the death of seven others!» («Стукіт у двері означав народження однієї людини і смерть інших сімох!»)

## Ремейк
Рід Лурі написав сценарій та зняв ремейк Солом'яних псів, який був запланований на 25 лютого 2011 року, але був перенесений на 16 вересня 2011 року. У головних ролях Джеймс Марсден, Кейт Босворт, Олександр Скарсгард, Джеймс Вудс, Домінік Перселл, Вілла Холланд, Уолтон Гоггінс, Різ Койро та Лез Алонсо.